# Liste der Naturdenkmale in Bernstadt (Alb)
| Naturdenkmale | Anzahl |
| ------------- | ------ |
| FND           | 6      |
| END           | 4      |
| Gesamt        | 10     |

Die Liste der Naturdenkmale in Bernstadt nennt die verordneten Naturdenkmale (ND) der im baden-württembergischen Alb-Donau-Kreis liegenden Gemeinde Bernstadt. In Bernstadt gibt es insgesamt zehn als Naturdenkmal geschützte Objekte, davon sechs flächenhafte Naturdenkmale (FND) und vier Einzelgebilde-Naturdenkmale (END).
Stand: 31. Oktober 2016.

## Flächenhafte Naturdenkmale (FND)
| Name                             | Bild | Kennung     | Einzelheiten | Position | Fläche Hektar | Datum        |
| -------------------------------- | ---- | ----------- | ------------ | -------- | ------------- | ------------ |
| Fels „Mehlsack“                  | BW   | 84250190007 | Bernstadt    | ⊙        | 0,0           | 2. Sep. 1994 |
| Felsen mit Geröllhalde           | BW   | 84250190010 | Bernstadt    | ⊙        | 0,3           | 2. Sep. 1994 |
| Felsengruppe (ehemalige Schanze) | BW   | 84250190004 | Bernstadt    | ⊙        | 0,3           | 2. Sep. 1994 |
| Höhle und Fels „Salzbühl“        | BW   | 84250190009 | Bernstadt    | ⊙        | 0,6           | 2. Sep. 1994 |
| Hubertusfels-Kahler Stein        | BW   | 84250190006 | Bernstadt    | ⊙        | 0,8           | 2. Sep. 1994 |
| Quelle „Brünnele“                | BW   | 84250190002 | Bernstadt    | ⊙        | 0,1           | 2. Sep. 1994 |
| Legende für Naturdenkmal         |      |             |              |          |               |              |

## Einzelgebilde (END)
| Name                       | Bild | Kennung     | Einzelheiten | Position | Fläche Hektar | Datum        |
| -------------------------- | ---- | ----------- | ------------ | -------- | ------------- | ------------ |
| Walkstetter Linde          | BW   | 84250190003 | Bernstadt    | ⊙        | 0,0           | 2. Sep. 1994 |
| Weißbuchengruppe und Eiche | BW   | 84250190011 | Bernstadt    | ⊙        | 0,0           | 2. Sep. 1994 |
| 1 Rotbuche                 | BW   | 84250190008 | Bernstadt    | ⊙        | 0,0           | 2. Sep. 1994 |
| 2 Winterlinden             | BW   | 84250190005 | Bernstadt    | ⊙        | 0,0           | 2. Sep. 1994 |
| Legende für Naturdenkmal   |      |             |              |          |               |              |